# Discinesia paroxística no cinesigénica
La discinesia paroxística no cinesigénica es una condición genética autosómica dominante muy infrecuente la cual afecta al sistema nervioso y a los músculos alrededor del cuerpo. Sus síntomas suelen ser agravados por acciones tales como el consumo de bebidas alcohólicas.

## Signos y síntomas
Esta condición tiene como principal síntoma a episodios de movimientos involuntarios que comienzan durante la infancia o adolescencia, estos episodios comienzan abruptamente y afectan a las piernas, brazos, cara, y torso. Pueden ocurrir en uno o ambos lados del cuerpo. Los episodios consisten en movimientos rápidos que pueden parecer movimientos de baile, contracción de músculos, movimientos en los que la persona se "retuerce", y, en algunas ocasiones, la agitación de las extremidades afectadas (como los brazos o las piernas). En algunas personas con el síndrome, un "aura" puede ocurrir como señal de que un episodio está a punto de ocurrir. Como ya se había mencionado, todos estos movimientos son involuntarios, lo que quiere decir que el individuo que está sufriendo de tales episodios discinésicos no puede controlarlos. Estos episodios usualmente son causados o empeorados por el consumo de alcohol, té, cafeína, o por emociones/estados físicos tales como el estrés/ansiedad, la fatiga, o la emoción/euforia, aunque no siempre ocurre así, ya que hay veces en las que un episodio (o más) pueda no tener un factor el cual lo causó. Dichos episodios suelen tener una duración de entre 1 y 4 horas, y la frecuencia en las que se tienen varían entre personas con la condición, incluso entre miembros de la misma familia.
Otros síntomas que son menos comunes que los que acaban de ser mencionados incluyen la rigidez muscular, los impedimentos del habla, retrasos del desarrollo, y una mirada fuerte (que consiste en una condición en la cual los ojos están lo más abiertos posible permanentemente)

## Complicaciones
Como ya se había mencionado, los episodios de movimiento pueden ser causados o pueden ocurrir espontáneamente, ambos de estos escenarios pueden terminar causando incomodidad entre las personas alrededor de la persona con el síndrome, o incluso pueden ilicitar reacciones inapropiadas entre las personas, pensando que la persona esta, por ejemplo, burlándose. También puede haber casos en los que una persona puede terminar lastimándose a sí misma o a personas alrededor de ella. Puede interferir con actividades diarias o rutinales como la práctica de deportes.

## Genética
Hay tres genes distintos descritos en la literatura médica los cuales están involucrados en la condición, todas estas mutaciones pueden causar síntomas levemente diferentes entre sí.
Por lo general, esta condición está causada por mutaciones en el gen PNKD, ubicado en el brazo largo del cromosoma 2 (locus 2q35). Se cree que ayuda a producir neurotransmisores en el cerebro. La alteración más común involucra un cambio de amino ácidos de alanina a valina, de las mutaciones más comunes, dos de ellas ocurren en la posición 7 del gen y la otra ocurre en la posición 9 del mismo, y ambas mutaciones son denominadas Ala7Val (A7V) y Ala9Val (A9V), respectivamente. Estos cambios alteran significativamente a la estructura y función de la proteína que es producida por el gen. Estas mutaciones son heredadas siguiendo un patrón de herencia autosómico dominante.
El segundo gen más comúnmente afectado es el gen KCNMA1, ubicado en el brazo largo del cromosoma 10 (10q22), este gen se ha descrito mutado en tan solo tres familias con la condición, de estas familias, una era una familia grande de Europa, las otras dos familias consistían en casos esporádicos de dos niños asiáticos sin relación familiar alguna. Las tres mutaciones diferentes encontradas en cada una de las tres familias fueron denominadas D434G, E884K, y N1053S respectivamente. La mutación D434G, encontrada en una familia europea que presentaba epilepsia junto con la condición, permitía que las neuronas funcionarán en una forma más rápida de lo normal, causando convulsiones.
El tercer marcador genético se encuentra dentro de una región de 10-cM en el locus 2q31, el cual es hallado en el brazo largo del cromosoma 2, este marcador es el más infrecuente de los tres, ya que tan solo ha sido descrito en 10 miembros de una familia de 4 generaciones canadiense de ascendencia europea. De los 10 miembros, 3 sufrían de migrañas recurrentes y 2 habían sufrido de una sola convulsión en todas sus vidas. La condición fue trazada a un intervalo de 10cM entre los marcadores D2S2188 y D2S364 por medio de análisis de haplotipo.

## Diagnóstico
Esta condición puede ser diagnosticada por medio del análisis médico profesional de los síntomas que una persona con la condición padece, y por medio del análisis molecular del gen que típicamente está involucrado en la condición. El historial familiar de episodios discinéticos similares a los del paciente también es importante.

## Tratamiento
El tratamiento farmacéutico (es decir, con medicamentos) generalmente no tiene efectos en la salud mayores tanto negativos como positivos, aunque en algunas personas el uso de medicación como la gabapentina, el levetiracetam, acetazolamido, clonazepam, o diazepam puede servir para controlar los síntomas. También se pueden evitar los factores que causan y/o empeoran a los síntomas, como el consumo de bebidas con cafeína o las situaciones estresantes.

## Prevalencia
La prevalencia de la condición es muy baja, se cree que afecta a menos de 1 de cada 1-5 millones de personas alrededor del mundo. Afecta a los hombres más que a las mujeres. Los casos familiares (es decir, casos en los que la condición está presente entre varios miembros de la misma familia) son más comunes que los casos esporádicos (es decir, casos en los que la condición existe en un solo miembro de la familia, sin ningún rastro de algún antecedente familiar de la condición). Es más común entre familias de orígenes europeos.

## Historia
La condición fue descrita por primera vez en el año de 1940, cuando Mount y Reback describieron a una familia estadounidense muy grande de cinco generaciones los cuales tenían ataques de coreoatetosis paroxística los cuales duraban pocos minutos los cuales ocurrían varias veces al día. El alcohol, la cafeína, el hambre, y el tabaco eran sus factores desencadenadores de síntomas. Los miembros de la familia que estaban siendo examinados decían que existían otros miembros de la familia los cuales vivían todos en diferentes partes del sur de los Estados Unidos, desde Carolina del Sur hasta Oklahoma.